# 九龍巴士43X線
九龍巴士43X線是香港一條來往馬鞍山（耀安）及荃灣西站的巴士路線，途經頌安邨、欣安邨、錦泰苑、富安花園、亞公角、石門、城門隧道、石圍角邨及荃灣市中心。
九龍巴士43P線是43X的輔助線，來往荃灣西站及香港科學園，途經荃灣市中心、石圍角邨、城門隧道及大學站，只於平日上午設去程及下午設回程服務。
九龍巴士43S線是43X的輔助線，來往葵涌（石蔭）及香港科學園，途經安蔭邨、梨木樹邨、城門隧道及石門，只於星期一至五上午設去程及下午設回程服務。

## 歷史
- 1990年5月1日：43X線為配合城門隧道通車開辦，收費$3.6，是馬鞍山首條來往城門隧道及荃灣區的專營巴士路線，初期途經瀝源邨外源禾路，和宜合道及青山公路近大窩口段，總站設於荃灣西約（今灣景花園以西）。
- 1990年6月11日：本線改為沿蕙荃路及象鼻山路來往荃灣，曾成為荃灣來往城門隧道行走路線中最直接的巴士路線。
- 1990年12月16日：往耀安方向改經石圍角路、二陂圳路及三棟屋路。
- 1991年5月26日：城門隧道轉車站啟用後，本線荃灣總站與48X線對調，遷往荃灣碼頭，並繞經富安花園。
- 1993年12月26日：本線為配合40X線投入服務，而改經富豪花園及河畔花園的一段大涌橋路，不再經源禾路，同時避免與85K線重疊。
- 1994年10月30日：因應石圍角邨及象山邨居民的需要，往荃灣方向亦改經三棟屋路、二陂圳路及石圍角路。
- 1997年1月25日：本線繞經西沙路一段的頌安邨。
- 2000年10月8日：配合城門隧道巴士線空調化計劃，由全普通巴士改為全空調服務。收費$7.5。
- 2001年1月14日：本線繞經錦泰苑。
- 2002年10月27日：由於本線在馬鞍山區（頌安邨及錦泰苑）來往富豪花園及河畔花園的一段大涌橋路已有81C線覆蓋，而在荃灣來往富豪花園及河畔花園的一段大涌橋路已有49X線，因此本線來回程直接改經火炭路往返沙田第一城，不再經富豪花園大涌橋路。
- 2003年10月26日：荃灣總站由荃灣碼頭遷往荃灣西站。在2013年1月27日前，為九巴唯一以此為總站的荃灣新市鎮對外常規跨區路線（其他跨區路線均以如心廣場為總站），直至51、53線曾經遷入，以及其後290、290A及290X線遷入而改變。
- 2006年6月16日：特別班次43P線開辦。
- 2011年6月1日：配合欣安邨落成入伙，來回程繞經恆耀街及恆泰路欣安邨，並於恆輝街錦鞍苑近玉鞍閣公園外（即欣安邨欣喜樓對面）增設往返中途站。[1]
- 2013年11月30日：配合32B與36線合併，本線降低三棟屋村往荃灣西站之分段收費至$4.1。[2]
- 2014年7月28日：43P線調整班次，星期一至五上午、下午班次各增至4班，並修改開車時間[3]
- 2014年12月29日：43P上午往香港科學園班次延長至科學園第三期巴士總站，下午往荃灣西站的班次則繼續在科技大道西原有的總站開出，繞經科學園第三期巴士總站後返回原線。[4]
- 2015年12月31日：增設到站時間預報。
- 2018年7月23日：43P在星期一至五各增加一班由荃灣西站及香港科學園開出的班次。[5]
- 2020年9月14日：43P來回程繞經大學站，不再途經大涌橋路。[6][7]
- 2020年11月30日：43P來回增加馬料水公眾碼頭分站。[8]
- 2020年12月21日：43S線開辦，由葵涌（石蔭）單向開往香港科學園，途經梨木樹邨及石門。[9]
- 2022年6月6日：43X線往荃灣西站方向頭班車提早至05:15開出[10]。
- 2023年5月2日：43P線星期一至五上午班次增至七班，並調整下午班次開出時間[11]；43X線特別班次減至兩班[12]。
- 2024年12月16日：
  - 43S線增設下午回程服務，於星期一至五18:10由香港科學園開往石蔭
  - 43P線下午回程班次減至五班，開出時間為17:50、18:02、18:14、18:26及18:39。

## 服務時間及班次
43X
| 馬鞍山（耀安）開 | 馬鞍山（耀安）開 | 馬鞍山（耀安）開 | 荃灣西站開       | 荃灣西站開  | 荃灣西站開   |
| 日期             | 服務時間         | 班次（分鐘）     | 日期             | 服務時間    | 班次（分鐘） |
| ---------------- | ---------------- | ---------------- | ---------------- | ----------- | ------------ |
| 星期一至五       | 05:15-06:00      | 15               | 星期一至五       | 05:30-06:15 | 15           |
| 星期一至五       | 06:00-06:30      | 10               | 星期一至五       | 06:15-07:15 | 12           |
| 星期一至五       | 06:30-07:15      | 9                | 星期一至五       | 07:15-08:15 | 15           |
| 星期一至五       | 07:15-07:45      | 10               | 星期一至五       | 08:15-08:55 | 13/14        |
| 星期一至五       | 07:45-10:00      | 12/13            | 星期一至五       | 08:55-09:40 | 15           |
| 星期一至五       | 10:00-16:30      | 15               | 星期一至五       | 09:40-11:00 | 20           |
| 星期一至五       | 16:30-17:06      | 12               | 星期一至五       | 11:00-16:30 | 15           |
| 星期一至五       | 17:06-17:46      | 10               | 星期一至五       | 16:30-17:50 | 8            |
| 星期一至五       | 17:46-18:10      | 12               | 星期一至五       | 17:50-18:50 | 10           |
| 星期一至五       | 18:10-18:55      | 15               | 星期一至五       | 18:50-19:50 | 12           |
| 星期一至五       | 18:55-23:55      | 20               | 星期一至五       | 19:50-21:50 | 15           |
|                  |                  |                  | 星期一至五       | 21:50-00:30 | 20           |
| 星期六           | 05:15            | 05:15            | 星期六           | 05:30-06:30 | 20           |
| 星期六           | 05:35-06:20      | 15               | 星期六           | 06:30-07:00 | 15           |
| 星期六           | 06:20-07:00      | 10               | 星期六           | 07:00-08:00 | 12           |
| 星期六           | 07:00-08:00      | 12               | 星期六           | 08:00-09:00 | 10           |
| 星期六           | 08:00-10:00      | 10               | 星期六           | 09:00-12:00 | 15           |
| 星期六           | 10:00-16:36      | 12               | 星期六           | 12:00-16:00 | 12           |
| 星期六           | 16:36-17:36      | 10               | 星期六           | 16:00-17:00 | 10           |
| 星期六           | 17:36-18:00      | 12               | 星期六           | 17:00-18:08 | 8/9          |
| 星期六           | 18:00-18:15      | 15               | 星期六           | 18:08-18:48 | 10           |
| 星期六           | 18:15-23:55      | 20               | 星期六           | 18:48-22:00 | 12           |
|                  |                  |                  | 星期六           | 22:00-23:30 | 15           |
| 23:30-00:30      | 20               |                  | 星期六           |             |              |
| 星期日及公眾假期 | 05:15-06:55      | 20               | 星期日及公眾假期 | 05:30-08:50 | 20           |
| 星期日及公眾假期 | 06:55-08:10      | 15               | 星期日及公眾假期 | 08:50-14:05 | 15           |
| 星期日及公眾假期 | 08:10-16:10      | 12               | 星期日及公眾假期 | 14:05-19:05 | 12           |
| 星期日及公眾假期 | 16:10-17:55      | 15               | 星期日及公眾假期 | 19:05-22:50 | 15           |
| 星期日及公眾假期 | 17:55-23:55      | 20               | 星期日及公眾假期 | 22:50-00:30 | 20           |

43X特別班次
- 保泰街開
  - 星期一至五：07:40、08:00

43P
- 荃灣西站開
  - 星期一至五：07:20、07:32、07:44、07:53、08:02、08:11、08:20
  - 星期六：07:30、07:50、08:00
- 香港科學園開
  - 星期一至五：17:50、18:02、18:14、18:26、18:39
  - 星期六：18:10、18:20、18:30

星期日及公眾假期不設服務。此外，在科學園舉行大型活動時，路線可因應需求臨時提供服務。
43S
- 星期一至五
  - 葵涌（石蔭）開：07:50
  - 香港科學園開：18:10

星期六、日及公眾假期不設服務

## 收費
| 路線     | 全程收費 | 分段收費                                                                                                  |
| -------- | -------- | --- |
| 43X      | $10.0    | - 過城門隧道轉車站後往馬鞍山（耀安）：$7.1 - 過城門隧道轉車站後往荃灣西站／富安花園往馬鞍山（耀安）：$4.8 |
| 43P／43S | $10.0    | - 過城門隧道轉車站後往荃灣西站（43P）／石蔭（43S）：$6.4 - 過城門隧道轉車站後香港科學園：$7.1             |

| - 本線設有12歲以下小童及65歲或以上長者半價優惠。 - 65歲或以上香港居民使用「樂悠咭」，以及12歲以下合資格殘疾兒童使用「殘疾人士身份」個人八達通繳付車資，均可享有每程$2.0或半價（以較低者為準）的票價優惠；12至64歲合資格殘疾人士使用「殘疾人士身份」個人八達通（包括「樂悠咭」），以及60至64歲香港居民使用「樂悠咭」繳付車資，均可享有每程$2.0或全費（以較低者為準）的票價優惠。 - 65歲或以上長者如使用長者或一般個人八達通繳付車資，則只可享有半價優惠；12至64歲合資格殘疾人士如不使用「殘疾人士身份」個人八達通，以及60至64歲人士如不使用「樂悠咭」繳付車資，必須繳付全費。 - 乘客可以現金或八達通於上車時付款，不設找續。 - 每位成人乘客可免費攜帶最多兩名4歲以下而不佔座位的兒童乘客乘車，超額之4歲以下小童必須繳付小童車費乘車。 - 持有「九巴月票」之乘客在車票有效期內，每日可享最多10程任何九龍巴士及龍運巴士路線（包括本路線，以及聯營路線的九龍巴士／龍運巴士提供的班次；惟乘搭機場「A」及「NA」線則可享原價二七折優惠（不會計算每天10次合資格車程））；而B1線則每日可享最多各2程（不會計算每天10次合資格車程）。 - 九龍巴士、城巴、龍運巴士及陽光巴士全職員工及家屬（不包括外判職員）可免費乘搭本路線，惟必須拍職員或職員家屬八達通。 - 乘客亦可透過多元化電子支付系統（e度嘟）繳付車資，包括使用非接觸式VISA卡、JCB卡、萬事達卡、銀聯卡、美國運通、大來國際、Discover Card、Apple Pay、Google Pay、Samsung Pay、AlipayHK「易乘碼」、支付寶、WeChatHK／微信支付「搭車碼」、銀聯雲閃付「乘車碼」及BOC Pay「乘車碼」。乘客使用此付款方式，使用此支付方式的乘客可享有中途下車之分段收費，以及與其他九巴／龍運獨營路線或聯營線九巴／龍運班次之轉乘優惠，惟不適用於與非九巴／龍運路線之轉乘優惠，亦不能享有「公共交通費用補貼計劃」及「長者及合資格殘疾人士公共交通票價優惠計劃」。 |

### 八達通轉乘優惠
乘客登上本線或43P後150分鐘內以同一張八達通卡轉乘以下路線，或從以下路線登車後150分鐘內以同一張八達通卡轉乘本線或43P線，次程可獲$4.2車資折扣優惠：
43X/43P←→荃灣／葵青區路線
- 43X/43P往荃灣西站 → 31M往石籬、39M往荃威花園、42M往長宏、234A/234B往浪翠園、235M往安蔭、238M往海濱花園或243M往美景花園
- 31M往葵芳站、39M往荃灣站、42M往愉景新城、234A/234B往荃灣西站、235M往葵芳站、238M往荃灣站或243M往愉景新城 → 43X往耀安／43P往香港科學園

43X/43P←→屯門／元朗／天水圍路線
- 43X/43P往荃灣西站 → 57M、58M/58P、59M、60M、61M、66M、67M或68A往屯門／元朗／天水圍
- 57M、58M、59M、60M、61M、66M、67M、68A、259E或260C往荃灣／葵青 → 43X往耀安／43P往香港科學園

註：乘搭43X/43P往荃灣方向，需於城門隧道轉車站轉乘經葵涌的40X、46X、47X、48X、73X、278A/278P/278X，才能轉乘31M或235M往石籬／安蔭。（到達昌榮路同珍醬油罐頭食品下車需過對面至新豐中心轉車）

## 使用車輛
43X線開辦初期，用車以利蘭勝利二型（G）為主。其後改派11／12米三軸巴士行走，用車以利蘭奧林比安（S3BL、3BL）及丹尼士巨龍（S3N、3N）為主。2000年改為全空調服務後，全線以丹尼士巨龍11米（AD）行走。踏入廿一世紀加入低地台服務，用車以富豪超級奧林比安12米（3ASV）為主，其後改派丹尼士三叉戟12米（ATR）。
此路線於2010年引入亞歷山大丹尼士Enviro 500 12米（ATE，已撤離）直梯巴士行走，2011年起更大幅引入該款巴士及富豪奧林比安11米（AV）取代原有的丹尼士三叉戟及丹尼士巨龍。
此路線於2015年2月及3月分別引入丹尼士巨龍12米（3AD）和富豪B9TL 12米（AVBWU）行走，並於8月下旬全線低地台化。
此路線於2016年加入亞歷山大丹尼士Enviro 500 MMC 12米（ATENU）行走，並全線直梯化。2020年11月，加入Enviro 500 MMC 12.8米（3ATENU，因九巴安排城門隧道路線以已安裝電子支付系統e度嘟的巴士行走而於2021年8月重新加入），再於同年12月加入配備歐盟六型引擎的同款巴士（E6X，於2024年7月重新加入）。
2021年2月，九巴安排指定路線以已安裝電子支付系統e度嘟的巴士行走，此路線配有Facelift車身的Enviro 500 MMC 12米（ATENU）因而被調往相關路線。此路線隨即加入Enviro 500 12米（ATEU，已撤離）及富豪B9TL（AVBWU，於2022年6月重新加入，至兩個月後再次撤離）行走，其後因九巴於同年8月安排城門隧道路線以已安裝電子支付系統e度嘟的巴士行走而重新加入。同年6月，此路線加入富豪B8L 12.8米（V6X）行走。同年9月，此路線加入前屬龍運巴士的Enviro 500 MMC 12米（E5T）行走。
現時此路線與43P線合共獲派亞歷山大丹尼士Enviro 500 MMC （19輛12米ATENU、1輛12.8米3ATENU及2輛12.8米E6X）雙層巴士作掛牌車。部份掛牌車需柯打89D線。
間中會出現富豪B9TL 12米（AVBE、AVBW）特見。
| 車隊編號 | 車牌   |
| -------- | ------ |
| ATENU118 | SG3577 |
| ATENU179 | SJ7350 |
| ATENU182 | SJ8251 |
| ATENU184 | SJ9560 |
| ATENU188 | SJ9317 |
| ATENU219 | SL1121 |
| ATENU229 | SL4149 |
| ATENU238 | SL7076 |
| ATENU240 | SL7457 |
| ATENU245 | SL8449 |
| ATENU248 | SL9366 |
| ATENU279 | SR9566 |
| ATENU299 | ST7441 |
| ATENU304 | SU3504 |
| ATENU319 | SW6180 |
| ATENU391 | TC8986 |
| ATENU396 | TD 144 |
| ATENU419 | TE3471 |
| ATENU470 | TG7270 |
| 3ATENU8  | TU7413 |
| E6X30    | WJ802  |
| E6X146   | XS2059 |

43P線由43X線抽調6輛巴士行走。

## 行車路線
43X
馬鞍山（耀安）開經：耀安邨通道、恆康街、西沙路、恆輝街、恆耀街、恆泰路、恆輝街、寧泰路、保泰街、寧泰路、恆泰路、恆信街、富安花園巴士總站、恆信街、亞公角街、石門交匯處、大涌橋路、火炭路、大埔公路－沙田段、城門隧道公路、城門隧道、和宜合交匯處、三棟屋路、二陂圳路、石圍角路、蕙荃路、廟崗街、城門道、青山公路－荃灣段及大河道。
荃灣西站開經：大河道、青山公路—荃灣段、城門道、西樓角路、蕙荃路、石圍角路、二陂圳路、三棟屋路、和宜合交匯處、城門隧道、城門隧道公路、大埔公路—沙田段、火炭路、大涌橋路、石門交匯處、亞公角街、恆信街、富安花園巴士總站、恆信街、恆泰路、寧泰路、恆輝街、恆耀街、恆泰路、西沙路、恆康街及耀安邨通道。
有關本路線的具體停站請參閱資訊框
43P
荃灣西站開經：大河道、青山公路—荃灣段、城門道、西樓角路、蕙荃路、石圍角路、二陂圳路、三棟屋路、和宜合交匯處、城門隧道、城門隧道公路、大埔公路—沙田段、吐露港公路、澤祥街、大學站公共運輸交匯處、澤祥街、科學園路及科技大道西。
香港科學園開經：科技大道西、科研路、創新路、科學園路、澤祥街、大學站公共運輸交匯處、澤祥街、瑞祥街、吐露港公路、大埔公路—沙田段、城門隧道公路、城門隧道、和宜合交匯處、三棟屋路、二陂圳路、石圍角路、蕙荃路、廟崗街、城門道、青山公路—荃灣段及大河道。

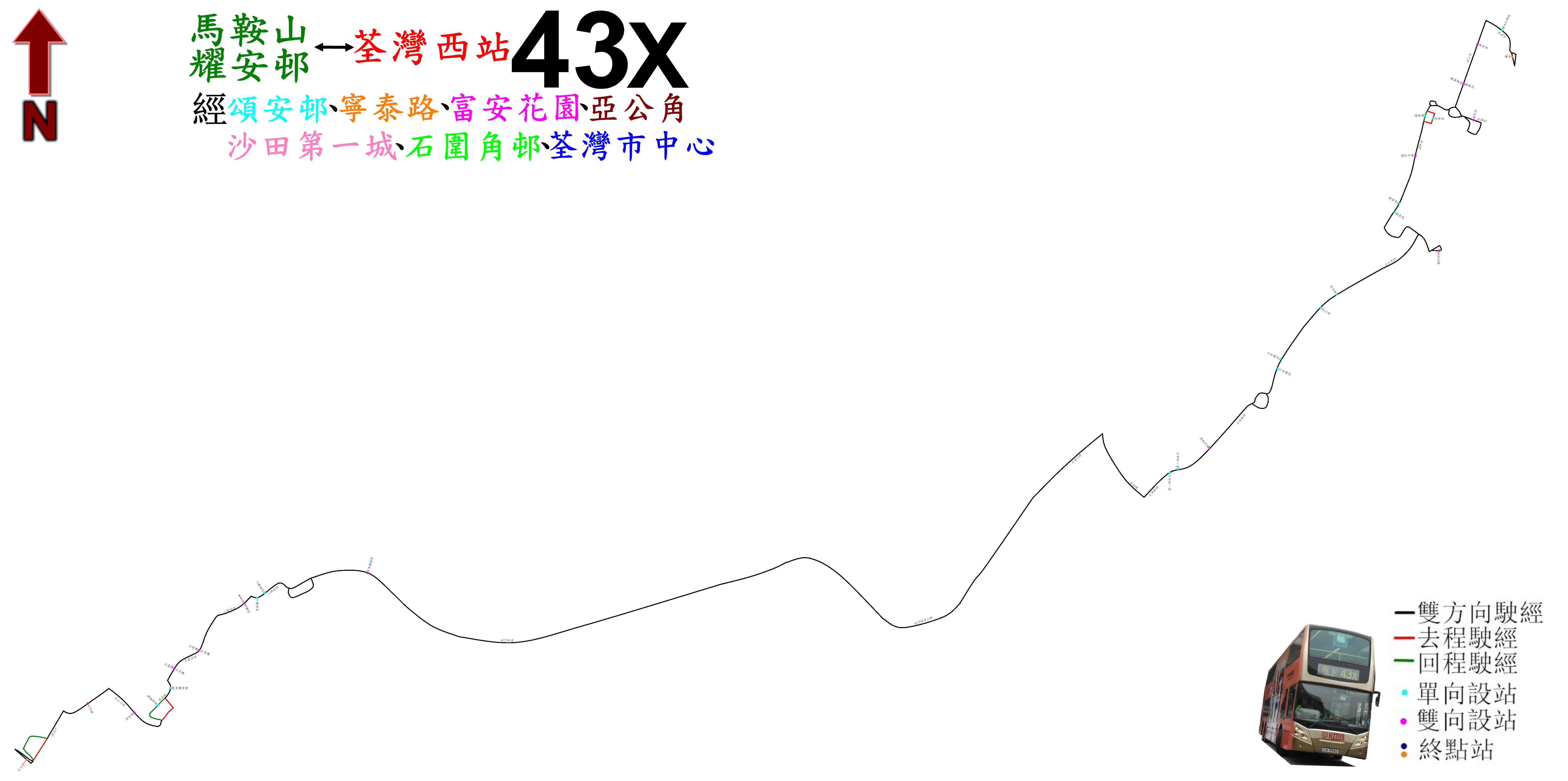
九巴43X線的走線圖

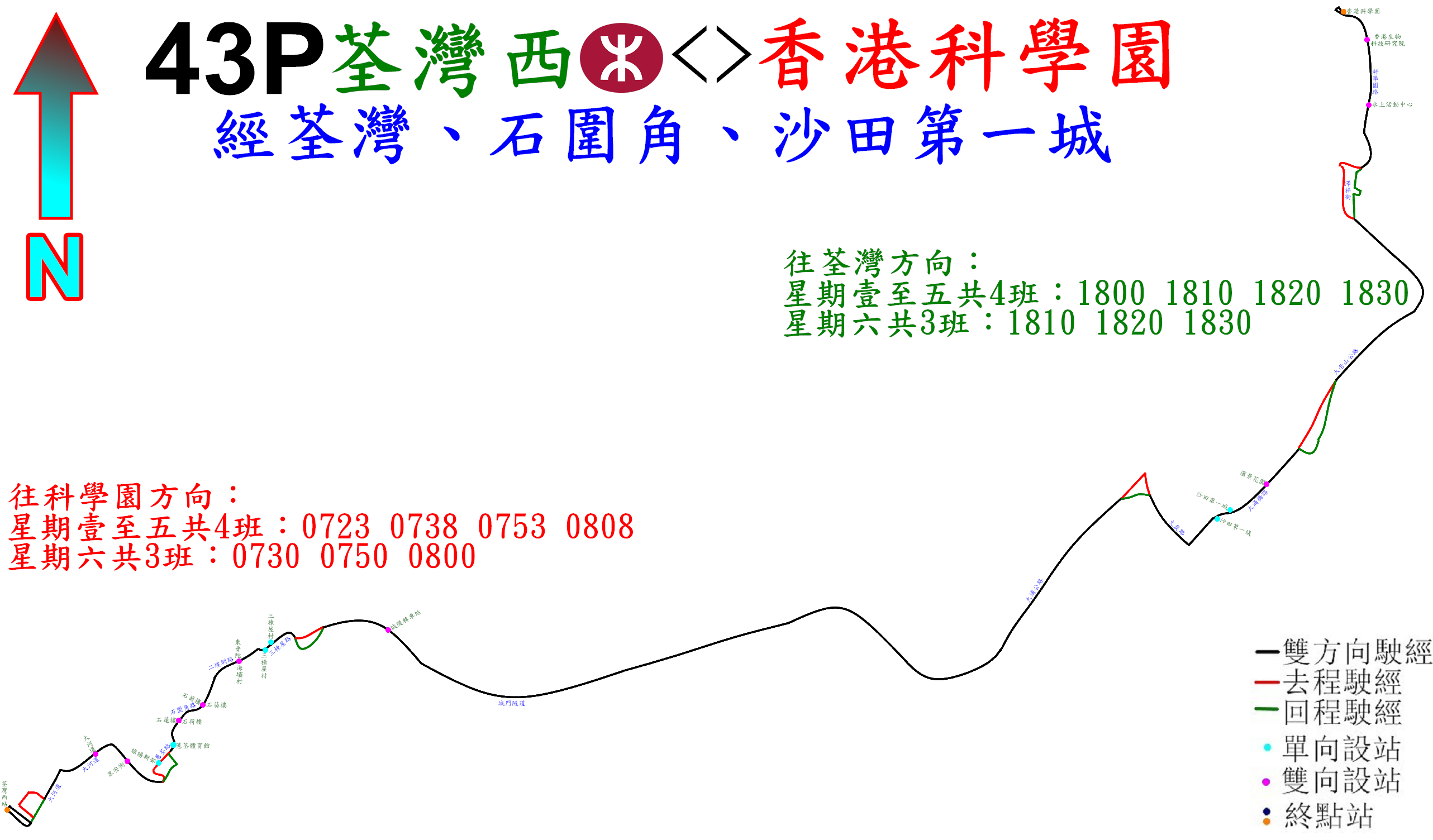
43P的走線圖

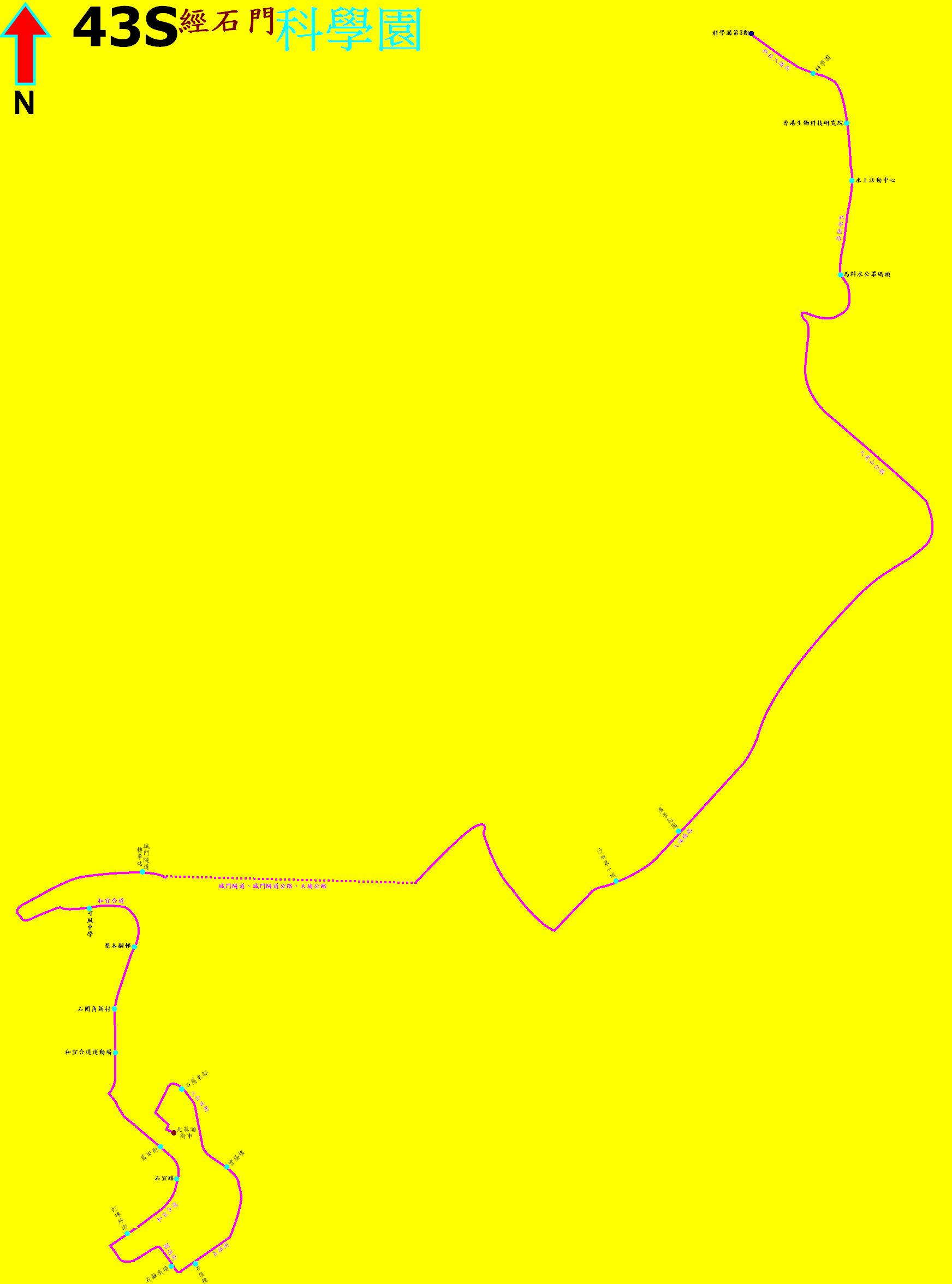
43S線的走線圖

有關本路線的具體停站請參閱資訊框
43S
石蔭開經：石蔭路、童子街、梨木道、大白田街、石排街、圍乪街、大隴街、和宜合道、和宜合交匯處、城門隧道、城門隧道公路、大埔公路—沙田段、火炭路、大涌橋路、石門交匯處、大老山公路、澤祥街、科學園路及科技大道西。
香港科學園開經：科技大道西、科研路、創新路、科學園路、瑞祥街、大老山公路、石門交匯處、大涌橋路、火炭路、大埔公路-沙田段、城門隧道公路、城門隧道、象鼻山路、和宜合交匯處、和宜合道、大隴街、石籬 (大隴街) 巴士總站、大隴街、圍乪街、石排街、大白田街、梨木道、童子街及石蔭路。
有關本路線的具體停站請參閱資訊框

## 客量
本線是馬鞍山與荃灣初遇之祖，雖然本線並不途經沙田區兩大型商場新城市廣場及新港城中心，但是在非繁忙時間客量卻較多。本線取道火炭路（翠榕橋）直接往返，因此在新界鄉議局大樓及第一城往城門隧道方向非常受歡迎，繁忙時間43X更需要獨自解決新界鄉議局大樓平均每日下午繁忙時間每班車約80人(1730-1900)，高峰時間更高達200人，因此在繁忙時間經常客滿。43P方面，每日繁忙時間(不論上下午)同樣經常頂閘，幾乎每班也客滿至城門隧道，在繁忙時間，很多人會在城門隧道轉車站轉乘本線到荃灣，反之亦然。此外在石圍角邨也較多人乘搭本線到荃灣市中心，無論在繁忙時間及非繁忙時間，由於居民較多長者，只需付上$2便能往返荃灣及石圍角邨，因此本線其中一部分客源來自往返荃灣市中心及石圍角邨。於星期五六日晚上九時至十一時的時段，較多人從荃灣乘搭本線前往沙田第一城、石門及馬鞍山。由於客量龐大關係，因此不少班次到城門隧道後已經客滿，於城門隧道轉車站仍有較多人等候，於是等候的人需要頂閘上車，又或是需要等待下一班43X。另外，由於荃灣市中心往返馬鞍山需求比葵涌高，因此假日時段43X客量更比40X 高。即使屯馬綫全綫通車可以一程直達荃灣區及馬鞍山區，但其需繞大圈經西九龍、九龍城、大圍等地，走線仍遠不及本線直接，因此客量仍未有顯著影響，可見本線客量很高。 
本線為馬鞍山「線皇」一員，亦是該區對外線中客量第5高，其餘是87K、87D、89D、681。
連新界西（屯門區）的居民也轉乘本線來往馬鞍山（因往返荃葵M線巴士大部份均能直達各屋邨且設有八達通轉乘優惠$4.2），原本競爭力甚大，不過，本線另一詬病是與40X同屬馬鞍山對外跨區路線中往荃灣方向並沒有於新界鄉議局大樓設立分段收費，令石門工業區及第一城居民於欲乘往荃灣及葵涌被迫付上較高車資，而其他往市區線如81C、84M、85X、86C、87D、89C、299X、N281及A41P等均有於該處設有分段收費。

## 外部連結
- 九巴43X線－九龍巴士 （页面存档备份，存于）
- 九巴43P線－九龍巴士 （页面存档备份，存于）
- 九巴43S線－九龍巴士 （页面存档备份，存于）
- 九巴43X線－i-busnet.com （页面存档备份，存于）
- 九巴43P線－i-busnet.com （页面存档备份，存于）
- 九巴43S線－i-busnet.com （页面存档备份，存于）
- 九巴43X線－681巴士總站 （页面存档备份，存于）
- 九巴43P線－681巴士總站 （页面存档备份，存于）
- 九巴43S線－681巴士總站 （页面存档备份，存于）